# Акімов Анатолій Іванович
Анатолій Іванович Акімов (рос. Анатолий Иванович Акимов; нар. 15 листопада 1947, Москва — пом. 28 червня 2002, Москва) — радянський ватерполіст, військовий. Виступав за ЦСК ВМФ (Москва). Старший брат ватерполіста Володимира Акімова.

## Біографія
Народився 15 листопада 1947 року в місті Москві (тепер Росія).
Завершив спортивну кар'єру в 1976 році. Помер 28 червня 2002 року в Москві. Похований в Москві на 6-ій ділянці Калитніковського кладовища.

## Спортивні досягенення
- Олімпійський чемпіон з 1972 року;
- Срібний призер чемпіонату світу (1973).
- Чемпіон Європи (1970).
- Чемпіон СРСР (1965—1967, 1970, 1971, 1975, 1976).
- Срібний призер чемпіонатів СРСР (1968, 1969, 1972—1974)[1].

## Відзнаки
- Заслужений майстер спорту СРСР з 1972 року;
- Медаль «За трудову відзнаку».